# Кагулуї (аеропорт)
Аеропорт Кагулуї (IATA: OGG, ICAO: PHOG, FAA ідент. місц.: OGG) — головний аеропорт Мауї в штаті Гаваї, США, розташований на схід від Кахулуї. З 1952 року він працює в повному обсязі. Більшість рейсів до аеропорту Кахулуї здійснюються з міжнародного аеропорту імені Даніеля К. Іноує в Гонолулу; Коридор Гонолулу–Кахулуї є одним із найбільш завантажених повітряних маршрутів у США, займаючи 13-е місце у 2004 році з 1632000 пасажирами.
Код аеропорту IATA OGG вшановує піонера авіації Бертрама Дж. «Джиммі» Гогга, уродженця Кауаї та піонера авіації, який працював у теперішній Hawaiian Airlines, літаючи на літаках від восьмипасажирських амфібій Sikorsky S-38 до Douglas DC-3 і DC-9 до кінця 1960-х років.
Він включений до Національного плану інтегрованих систем аеропорту Федерального управління цивільної авіації (FAA) на 2021–2025 роки, в якому він класифікується як об’єкт первинного комерційного обслуговування середнього розміру.

## Історія
Будівництво військово-морської авіабази Кахулуї почалося в 1942 році. Після війни широкі переговори між територією Гаваї та ВМС призвели до того, що авіабазу було передано Гавайській комісії з аеронавтики. Аеропорт Кахулуї почав комерційну авіакомпанію в червні 1952 року.